# Psychothérapie de soutien
 (février 2012).
 (février 2012).
Si vous disposez d'ouvrages ou d'articles de référence ou si vous connaissez des sites web de qualité traitant du thème abordé ici, merci de compléter l'article en donnant les références utiles à sa vérifiabilité et en les liant à la section « Notes et références ».
La psychothérapie de soutien  entre dans le champ des psychothérapies d’orientation psychanalytique (B. Brusset, 2003). Une telle psychothérapie se distingue de la psychothérapie psychanalytique, proprement dite, par des aménagements du cadre de cette dernière. Ces aménagements ont été décrits dans la littérature spécialisée psychanalytique (B. Brusset,  "Les psychothérapie", Paris, Puf, coll. « Que sais-je ? », 2003).   
Toute psychothérapie ayant, en théorie, un "effet de soutien", elle peut constituer, dans une approche intégrative, une forme de psychothérapie qui participe à la réflexion sur les facteurs communs à toutes les psychothérapies, notamment en ce qui concerne les notions mises en évidence par Lisa Grencavage et John C. Norcross (1990)  et qui sont : l'alliance thérapeutique, l'expression des émotions douloureuses (jusqu'alors évitées), le développement de nouvelles habilités, etc.
La psychothérapie de soutien (d’orientation psychanalytique), du fait de sa focalisation se proposant de "renforcer les compromis adaptatifs",  pourrait se situer dans une partie du champ des psychothérapies cognitivo-comportementales (TCC). Néanmoins celles-ci constituent  une technique à part entière basée sur la psycho-rééducation et la désignation, au préalable, de symptômes référencés par la psychiatrie Nord américaine (DSM), symptômes qu'elle va prendre comme cible dans son approche thérapeutique, sur des suivis brefs (environ une vingtaine de séances). Si la psychothérapie de soutien (psychanalytique) peut également prendre en compte le symptôme, elle utilisera plutôt pour le penser et "agir" dessus indirectement, la psychologie ou la nosographie psychodynamique-psychanalytique, selon le corpus théorico-clinique, analytique et métapsychologique, spécifique à la psychanalyse  : l'inconscient comme "réservoir pulsionnel",  les défenses du moi, les défenses archaïques (le clivage, déni), la relation de transfert dans les enjeux de l'alliance thérapeutique, etc.     
Il faut également distinguer la "psychothérapie de soutien d’orientation psychanalytique" de "l'aide psychologique" donnée dans l'urgence aux victimes d'un événement potentiellement  traumatique. Elle est a distinguer, également, des autres thérapies qui n’intègrent pas dans leur appellation la référence théorico-clinique de la psychanalyse et/ou de l'approche psychodynamique, en des termes imprécis (ne spécifiant pas l'approche théorique sous-jacente) ou simplement génériques, tels que :  "suivi de soutien" , "thérapie de soutien" ou "suivi psychologique".  